# SB-699,551
SB-699,551 je lek koji je bio prvo jedinjenje razvijeno da deluje kao selektivni antagonist za serotoninski receptor 5-5A, sa selektivnošću od oko 100x u odnosu na druge serotoninske receptor. Funkcija  receptora nije potpuno izučena. Utvrđeno je da SB-699,551 moduliše otpuštanje serotonina iz neurona, te sledi da ovaj receptor deluje kao presinaptički inhibitorni autoreceptor slično  i  receptorima. Vešestruke terapeutske uloge su predložene za 5-HT5A ligande usled prisustva ovog receptora u nekoliko oblasti mozga, ali su istraživanja još uvek u ranom stupnju.